# Lavaplanet
En lavaplanet är en stenplanet vars yta främst består av lava.

## Kandidater

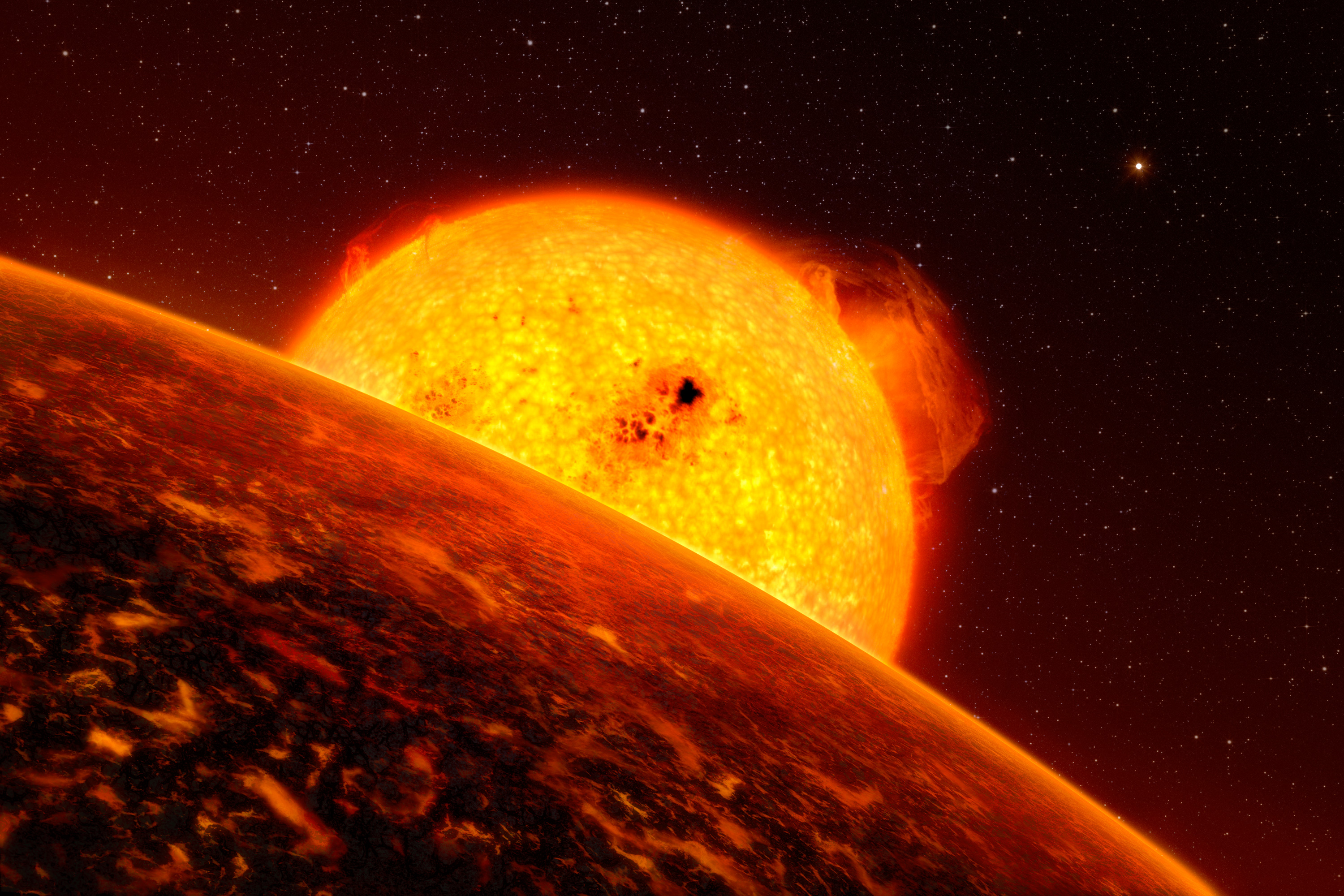
COROT-Exo-2b antas vara en lavaplanet

Det finns inga kända lavaplaneter i solsystemet och lavafyllda exoplaneter är fortfarande teoretiska. Venus är närmast att klassas som lavaplanet då dess temperatur är varmast i solsystemet och planeten har vulkaner. Bland exoplaneterna antas COROT-Exo-2b, Kepler-10b, Alfa Centauri B b, och Kepler-78b vara lavaplaneter.

### Fotnoter
1. ↑  Ker Than (6 oktober 2009). ”Hellish Exoplanet Rains Hot Pebbles, Has Lava Oceans”. National Geographic. http://news.nationalgeographic.com/news/2009/10/091006-hellish-planet-rain-lava.html.
2. ↑  ”Kepler-10b: world of lava oceans”. Astronotes. 11 januari 2011. Arkiverad från originalet den 19 mars 2016. https://web.archive.org/web/20160319020220/http://www.armaghplanet.com/blog/kepler-10b-world-of-lava-oceans.html. Läst 10 oktober 2013.
3. ↑  ”New Planet Is Closest Yet: Earth-Size Lava World a Space "Landmark"”. Daily News. National Geographic. 17 oktober 2012. http://news.nationalgeographic.com/news/2012/10/121017-alpha-centauri-new-planet-science-space-udry/.
4. ↑  Ellie Zolfagharifard (20 augusti 2013). ”The newly discovered lava-filled planet where years are just 8.5 HOURS long”. Mail Online. http://www.dailymail.co.uk/sciencetech/article-2397895/The-newly-discovered-lava-filled-planet-years-just-8-5-HOURS-long.html.